# 吴耀祖
吴耀祖（英語：Theodore Yaotsu Wu，1924年3月20日—2023年12月16日)，美籍华裔流体力学家，加州理工学院荣休教授。

## 生平
吴耀祖出生于常州，1946年毕业于國立交通大学航空系。后赴美国留学，1948年获艾奥瓦州立大学硕士学位，1952年获加州理工学院博士学位。1961年起任教于加州理工学院。期间曾于1964年至1965年间赴德国汉堡大学任访问学者。他长期从事流体力学的研究工作，1996年退休后任荣休教授。
吴耀祖是美国国家工程院院士（1982年）、中央研究院院士（1984年）、中国科学院外籍院士（2002年），同时还是西北工业大学、哈尔滨工程大学、香港大学、重庆大学等校的名誉教授。